# Ella Auerbach
Ella Auerbach (geboren am 15. Januar 1900 in Frankfurt am Main als Ella Georgine Levi; gestorben am 20. April 1999 in New York) war eine der ersten deutschen Juristinnen.

## Leben
Ella Auerbach wurde als älteste Tochter des Vormundschafts- und Jugendrichters Ernst Levi und der Geigerin und Konzertmeisterin der Bach-Gemeinde Martha Heidenheimer in Frankfurt am Main geboren. Mit ihren jüngeren Geschwistern Margaretha (* 1902) und Bernhard (* 1914) wuchs Levi in einem bürgerlichen, weltoffenen Elternhaus auf. Über ihren Vater war sie eine Cousine III. Grades der Pianistin Grete Sultan und des Regisseurs Ludwig Berger.
Bis 1917 besuchte Ella Auerbach das Frankfurter Schiller-Gymnasium. Aufgrund nationalsozialistischer Ausbrüche des Direktors wechselte sie 1917 an die Odenwaldschule und konnte 1919 als erste Schülerin des Internats extern das Abitur in Darmstadt ablegen. Gegen die Bedenken des Vaters begann Auerbach im Jahr 1919 in Frankfurt am Main ein Jurastudium.
Am 20. November 1922 bestand Auerbach ihr Referendarexamen und wurde Anfang Dezember 1922 als erste Frau in Bad Homburg als Referendarin vereidigt. Während der anschließenden Referendarinnenzeit lernte Auerbach ihren späteren Ehemann Richard Auerbach (1892–1980) kennen. Auerbach war Rechtsanwalt und Jurist in Berlin und Vorstandsmitglied der jüdischen Studentenverbindung Kartell-Convent. Ende März 1925 heirateten beide. Als 1926 die gemeinsame Tochter Brigitte geboren wurde, musste Ella Auerbach ihre Referendarzeit unterbrechen, um dann schließlich am 14. Februar 1928 in Berlin erfolgreich ihr Assessorexamen ablegen zu können. Mit ihrer Zulassung am Berliner Kammergericht wurde Ella Auerbach die erste Rechtsanwältin am dortigen Gericht. 1929 folgte die Geburt ihres Sohnes Robert.
Nur fünf Jahre später, direkt nach Hitlers Machtergreifung 1933, wurde Ella Auerbach aus der Anwaltskammer ausgeschlossen und verlor damit ihre Rechtsanwaltszulassung und Tätigkeit am Kammergericht. Anstatt sich als Hausfrau und Mutter aus dem Berufsleben zurückzuziehen, half sie fortan ihrem Mann in seiner Rechtsanwaltskanzlei in Berlin, bis auch dieser 1935, aufgrund der Nürnberger Gesetze, sein Notariat verlor. Da Richard Auerbach Berlin nicht verlassen wollte, blieb das Ehepaar in Berlin und unterstützte andere Juden bei ihren Auswanderungswünschen.
Ausschlaggebend für ihre eigene Emigration am 30. Januar 1939 waren die Novemberpogrome 1938, während der Richard Auerbach knapp einer Verhaftung entkommen konnte. Zunächst reiste die Familie nach England, wo sie auf ein Einwanderungsvisum nach Amerika warten mussten. Da Ella Auerbach bewusst war, dass ihr Jurastudium in Amerika nicht anerkannt werden würde, lernte sie während der Wartezeit englische Stenographie und Maschinenschreiben. Im Juni 1940 hatten sowohl das Ehepaar Auerbach, als auch beide Kinder das Visum nach Amerika und erreichten mit dem Schiff im September 1940 New York.
Bereits im Dezember 1940 konnte Ella Auerbach, durch Kontakte zu Paul Tillich und Fred Weißmann, als Sekretärin und Übersetzerin bei der in New York gegründeten Selbsthilfeorganisation Selfhelp of Emigrees from Central Europe Arbeit finden und damit die finanzielle Situation der Auerbachs sichern. In Abendkursen machte Auerbach von 1950 bis 1953 eine Ausbildung zur Sozialarbeiterin. 1966 beendete Auerbach ihre Tätigkeit bei Selfhelp, um für vier Semester vergleichende jüdische Religionsgeschichte an der New Yorker Universität zu studieren. Aus unbekannten Gründen beendete sie dieses Studium nicht, sondern arbeitete wieder als Sozialarbeiterin bei der Federation of Jewish Philanthropies. Nach einem Jahr kehrte sie zu Selfhelp zurück. 1973 musste Ella Auerbach aufgrund eines Magengeschwüres ihren Beruf bei Selfhelp aufgeben, unterstützte die Organisation jedoch noch lange Zeit im Vorstand.
1968 wurde Auerbach Präsidentin der Sisterhood der New Yorker Gemeinde Habonim, gehörte viele Jahre zur Frauengruppe des Leo Baeck Instituts und war Mitglied der American Federation of Jews from Central Europe.
Als Ella Auerbach am 20. April 1999 starb, hinterließ sie ihre beiden Kinder und zahlreiche Enkel- und Urenkelkinder.